# Ramularia purpurascens
Ramularia purpurascens är en svampart som beskrevs av Georg Winter 1884. Ramularia purpurascens ingår i släktet Ramularia och familjen Mycosphaerellaceae.   Inga underarter finns listade i Catalogue of Life.